# European Softball Federation
La European Softball Federation (Federazione del softball europeo, in francese Fédération Européenne Softball, ESF) è l'organo di governo del softball europeo, con sede a Bregenz, Austria. Le sue lingue ufficiali sono l'inglese e il francese.
La ESF si occupa dell'organizzazione dei Campionati europei di softball, il massimo torneo continentale per squadre nazionali.

## Nazioni aderenti
- Austria - Österreichischer Baseball- und Softball-Verband
- Belgio - Koninklijke Belgische Baseball & Softball Federatie
- Bulgaria - Bŭlgarska federatsiya po softbol
- Croazia - Hrvatski Softball Savez
- Danimarca - Dansk Softball Forbund
- Finlandia - Suomen Baseball- ja Softball-Liitto
- Francia - Fédération Française de Baseball et de Softball
- Germania - Deutscher Baseball- und Softball-Verband
- Grecia - Elli̱nikí̱ Fílathlo Omospondía Sóftmpol
- Guernsey - Guernsey Softball Association
- Irlanda - Softball Ireland
- Israele - Israel Softball Association
- Italia - Federazione Italiana Baseball Softball
- Jersey - Jersey Softball Association
- Lituania - Lietuvos softbolas asociacija
- Malta - Malta Baseball & Softball Association
- Norvegia - Norges Softball og Baseball Forbund

- Paesi Bassi - Koninklijke Nederlandse Baseball en Softball Bond
- Polonia - Polski Związek Baseballu i Softballu
- Regno Unito - British Softball Federation
- Rep. Ceca - Česká softballová asociace
- Romania - Federatia Română de Baseball si Softball
- Russia - Rossijskaja Federacija Softbola
- San Marino - Federazione Sammarinese Baseball-Softball
- Serbia - Softbol savez Srbije
- Slovacchia - Slovenská softbalová federácia
- Slovenia - Zveza za baseball in softball Slovenije
- Spagna - Real Federación Española de Béisbol y Sófbol
- Svezia - Svenska Baseboll- och Softbollförbundet
- Svizzera - Swiss Baseball & Softball Federation
- Turchia - Türkiye Beyzbol Federasyonu
- Ucraina - Federatsiya beysbolu ta softbolu Ukrajinj
- Ungheria - Magyar Országos Baseball és Softball Szövetség

### Nazioni osservatori
- Estonia - Eesti Pesapalli ja Softpalli Liit
- Bielorussia - Belarus Baseball & Softball Association
- Azerbaigian - Azerbaijan Softball Federation
- Cipro - Cyprus Amateur Softball Federation

## Competizioni organizzate

### Competizioni tra nazionali
- Campionati europei di softball